# Nancray-sur-Rimarde
Nancray-sur-Rimarde és un municipi francès, situat al departament del Loiret i a la regió de Centre – Vall del Loira. L'any 2007 tenia 498 habitants.

## Demografia

### Població
El 2007 la població de fet de Nancray-sur-Rimarde era de 498 persones. Hi havia 205 famílies, de les quals 59 eren unipersonals (15 homes vivint sols i 44 dones vivint soles), 73 parelles sense fills, 66 parelles amb fills i 7 famílies monoparentals amb fills.
La població ha evolucionat segons el següent gràfic:
Habitants censats

### Habitatges
El 2007 hi havia 281 habitatges, 207 eren l'habitatge principal de la família, 46 eren segones residències i 28 estaven desocupats. 277 eren cases i 1 era un apartament. Dels 207 habitatges principals, 195 estaven ocupats pels seus propietaris, 10 estaven llogats i ocupats pels llogaters i 2 estaven cedits a títol gratuït; 12 tenien dues cambres, 34 en tenien tres, 64 en tenien quatre i 98 en tenien cinc o més. 170 habitatges disposaven pel capbaix d'una plaça de pàrquing. A 62 habitatges hi havia un automòbil i a 123 n'hi havia dos o més.

### Piràmide de població
La piràmide de població per edats i sexe el 2009 era:
| Homes | Edats   | Dones |
| ----- | ------- | ----- |
| 0     | 95 o +  | 0     |
| 0     | 90 a 94 | 4     |
| 8     | 85 a 89 | 16    |
| 0     | 80 a 84 | 12    |
| 12    | 75 a 79 | 20    |
| 20    | 70 a 74 | 8     |
| 16    | 65 a 69 | 8     |
| 12    | 60 a 64 | 8     |
| 4     | 55 a 59 | 8     |
| 16    | 50 a 54 | 12    |
| 28    | 45 a 49 | 24    |
| 12    | 40 a 44 | 16    |
| 16    | 35 a 39 | 16    |
| 0     | 30 a 34 | 8     |
| 12    | 25 a 29 | 4     |
| 12    | 20 a 24 | 12    |
| 24    | 15 a 19 | 16    |
| 8     | 10 a 14 | 4     |
| 12    | 5 a 9   | 4     |
| 0     | 0 a 4   | 16    |

## Economia
El 2007 la població en edat de treballar era de 285 persones, 223 eren actives i 62 eren inactives. De les 223 persones actives 208 estaven ocupades (108 homes i 100 dones) i 17 estaven aturades (5 homes i 12 dones). De les 62 persones inactives 29 estaven jubilades, 19 estaven estudiant i 14 estaven classificades com a «altres inactius».

### Ingressos
El 2009 a Nancray-sur-Rimarde hi havia 230 unitats fiscals que integraven 564 persones, la mediana anual d'ingressos fiscals per persona era de 17.550,5 €.

### Activitats econòmiques
Dels 14 establiments que hi havia el 2007, 2 eren d'empreses de fabricació d'altres productes industrials, 2 d'empreses de construcció, 4 d'empreses de comerç i reparació d'automòbils, 2 d'empreses d'hostatgeria i restauració, 2 d'empreses de serveis i 2 d'empreses classificades com a «altres activitats de serveis».
Dels 4 establiments de servei als particulars que hi havia el 2009, 1 era un taller de reparació d'automòbils i de material agrícola, 1 fusteria i 2 restaurants.
L'any 2000 a Nancray-sur-Rimarde hi havia 15 explotacions agrícoles que ocupaven un total de 1.344 hectàrees.

## Equipaments sanitaris i escolars
El 2009 hi havia una escola elemental integrada dins d'un grup escolar amb les comunes properes formant una escola dispersa.

## Poblacions més properes
El següent diagrama mostra les poblacions més properes.